# Feynmanpriset
 Feynmanpriset inom nanoteknologi  (engelska:  Feynman prize in nanotechnology ) är ett pris som delas ut av Foresight Institute varje år till forskare som gjort betydande framsteg inom nanotekniken. 
Priset är uppkallat efter fysikern Richard Feynman som år 1959 höll ett berömt tal där han förutspådde den stora roll nanotekniken skulle komma att spela i framtiden. 
Priset instiftades  år 1993, och från och med 1997 ges det i två separata delar, en teoretisk och en experimentell. Prissumman är på $5,000 vardera.
Priset delas ut till den eller de forskare vars arbete kommit längst inom området med att förverkliga Feynmans vision för nanotekniken; att med hjälp av molekylmotorer bygga produkter med atomär precision.  
Pristagarna utses varje år av en jury. År 1995 bestod juryn av bland andra Eric Drexler, Heinrich Rohrer och George M. Whitesides.

## Pristagare
| Årtal | Pristagare | Verksam på |
| ----- | --- | --- |
| 1993  | Charles Musgrave | California Institute of Technology |
| 1995  | Nadrian C. Seeman | New York University |
| 1997  | Teoretisk del: Charles Bauschlicher, Stephen Barnard, Creon Levit, Glenn Deardorff, Al Globus, Jie Han, Richard Jaffe, Alessandra Ricca, Marzio Rosi, Deepak Srivastava, H. Thuemmel | NASA Ames, MRJ Team |
| 1997  | Experimentell del: James K. Gimzewski, Reto Schlittler och Christian Joachim | IBM Zurich Research Laboratory och CEMES-CNRS                                                                                               |
| 1998  | Teoretisk del: Ralph C. Merkle | Zyvex,LLC |
| 1998  | Experimentell del: M. Reza Ghadiri | Scripps Reasearch Institute |
| 1999  | Teoretisk del: William A. Goddard III, Tahir Cagin och Yue Qi | California Institute of Technology |
| 1999  | Experimentell del: Phaedon Avouris | IBM |
| 2000  | Teoretisk del: Uzi Landman | Georgia Institute of Technology |
| 2000  | Experimentell del: R. Stanley Williams, Philip Kuekes och James R. Heath | HP Labs och UCLA |
| 2001  | Teoretisk del: Mark A. Ratner | Northwestern University |
| 2001  | Experimentell del: Charles M. Lieber | Harvard University |
| 2002  | Teoretisk del: Don Brenner | North Carolina State University |
| 2002  | Experimentell del: Chad Mirklin | Northwestern University |
| 2003  | Teoretisk del: Marvin L. Cohen och Steven G. Louie | University of California at Berkerly |
| 2003  | Experimentell del: Carlo Montemagno | UCLA |
| 2004  | Teoretisk del: David Baker och Brian Kuhlman | University of Washington och University of North Carolina at Chapel Hill                                                                    |
| 2004  | Experimentell del: Homme Hellinga | Duke University |
| 2005  | Teoretisk del: Christian Joachim | CEMES-CNRS |
| 2005  | Experimentell del: Christian Schafmeister | University of Pittsburgh |
| 2006  | Teoretisk del: Erik Winfree och Paul W. K. Rothemund | California Institute of Technology |
| 2006  | Experimentell del: Erik Winfree och Paul W. K. Rothemund | California Institute of Technology |
| 2007  | Teoretisk del: David A. Liegh | University of Edinburgh |
| 2007  | Experimentell del: J. Fraser Stoddart | UCLA |
| 2008  | Teoretisk del: George C. Schatz | Northwestern University |
| 2008  | Experimentell del: James Tour | Rice University |
| 2009  | Teoretisk del: Robert A. Freitas Jr. | Institute for Molecular Manufacturing |
| 2009  | Experimentell del: Yoshiaki Sugimoto och Masayuki Abe | Osaka University |
| 2010  | Teoretisk del: Gustavo E. Scuseria | Rice University |
| 2010  | Experimentell del: Masakazu Aono | MANA Center, National Institute for Materials Science, Japan                                                                                |
| 2011  | Teoretisk del: Raymond Astumian | University of Maine |
| 2011  | Experimentell del: Leonhard Grill | Fritz Haber Institute, Tyskland |
| 2012  | Teoretisk del: David Soloveichik | University of California |
| 2012  | Experimentell del: Gerhard Meyer, Leo Gross och Jascha Repp | IBM Research in Zürich |
| 2013  | Teoretisk del: David N. Beratan | Duke University |
| 2013  | Experimentell del: Alexander K. Zettl | U.C. Berkeley och Lawrence Berkeley National Laboratory                                                                                     |
| 2014  | Teoretisk del: Amanda S. Barnard | Australia’s Office of the Chief Executive och Commonwealth Scientific and Industrial Research Organisation (Statlig myndighet i Australien) |
| 2014  | Experimentell del: Joseph W. Lyding | University of Illinois och Beckman Institute                                                                                                |
| 2015  | Teoretisk del: Markus J. Buehler | Massachusetts Institute of Technology |
| 2015  | Experimentell del: Michelle Y. Simmons | The University of New South Wales |
| 2016  | Teoretisk del: Bartosz A. Grzybowski | Ulsan National Institute of Science and Technology, Sydkorea                                                                                |
| 2016  | Experimentell del: Franz J. Giessibl | University of Regensburg (Tyskland) |
| 2017  | Teoretisk del: Giovanni Zocchi | University of California |
| 2017  | Experimentell del: William M Shih | Harvard University |

## Stora Feynmanpriset
Stora Feynmanpriset (engelska: Feynman Grand Prize) är ett pris som ännu inte delats ut (2012). Priset tillkännagavs 1996 och prissumman är på $250 000. Medlen till prissumman har donerats från olika håll till Foresight Institute för att främja utvecklingen av nanotekniken.
Priset kommer att delas ut till den eller de forskare som skapat två specifika saker:
1. En robotarm inte större än 100 nm i någon riktning. Denna ska kunna manipulera och flytta enskilda atomer och molekyler för att bygga upp en större struktur.
2. En 8 bits adderare inte större än 50 nm i någon riktning.

## Fotnoter
1. 1 2  ”Nanotechnology Prizes and Awards Sponsored by Foresight Nanotech Institute” (på engelska). Foresight Institute. Arkiverad från originalet den 21 oktober 2017. https://web.archive.org/web/20171021164603/https://www.foresight.org/about/fi_spons.html. Läst 21 oktober 2017.
2. ↑  S. Holmlund  och H. Olin: ’’Nanorevolutionen’’,Santérus Förlag, 2011, sid. 35-37.
3. ↑  ”Distinctions between the annually awarded Foresight Institute Feynman Prizes and the Feynman Grand Prize”. Arkiverad från originalet den 23 oktober 2012. https://web.archive.org/web/20121023013937/http://www.foresight.org/prize/feynman_distinctions.html. Läst 28 november 2012.
4. ↑  ”The Biennial Feynman Prizes in Nanotechnology”. Arkiverad från originalet den 27 juli 2012. https://web.archive.org/web/20120727003804/http://foresight.org/GrandPrize.2.html#anchor383350. Läst 28 november 2012.
5. 1 2  ”FI sponsored prizes & awards”. www.foresight.org. Arkiverad från originalet den 13 september 2014. https://web.archive.org/web/20140913111821/http://www.foresight.org/about/fi_spons.html#PrevPrizes. Läst 24 oktober 2017.
6. 1 2 3  ”Feynman Grand Prize”. Arkiverad från originalet den 12 augusti 2012. https://web.archive.org/web/20120812225329/http://www.foresight.org/GrandPrize.1.html#anchor335356. Läst 28 november 2012.